# Emilio Gastón Ugarte
Emilio Gastón Ugarte, también escrito como Emilio Gastón Huarte (Zaragoza, 5 de marzo de 1877 - Zaragoza, 16 de diciembre de 1925) fue un abogado y esperantista aragonés.

## Biografía
Fue miembro del comité del Partido Republicano Autónomo Aragonés y posteriormente presidente del Partido Federal Aragonés. A principios del siglo XX fue concejal del Ayuntamiento de Zaragoza y de nuevo lo fue en 1923 (durante la Dictadura de Primo de Rivera) como representante de los regionalistas de izquierdas.
Fue una persona polifacética y humanista. En este sentido, fue un firme defensor del esperanto como instrumento de concordia y comunicación internacional. En 1908 había fundado la asociación esperantista aragonesa Frateco y sus hijos son considerados como los primeros hablantes nativos de esperanto. Fue presidente también de la Confederación Española de Esperanto.
También fundó la asociación de Exploradores de Zaragoza. Una de las razones por las que Emilio Gastón es recordado es la actividad internacional que desarrolló en la acogida humanitaria de 330 niños austriacos tras la Primera Guerra Mundial, la mayoría de los cuales por medio de sus contactos esperantistas.
Fue el padre de los también esperantistas Emilia, Inés y Rafael Gastón Burillo y abuelo del intelectual y político Emilio Gastón Sanz.